# Jean Rémy Bitana
Jean Rémy Bitana (5 maggio 1983) è un ex calciatore ruandese, di ruolo difensore.

## Carriera

### Club
Ha sempre giocato nel campionato ruandese.

### Nazionale
Con la nazionale del suo paese ha preso parte alla Coppa d'Africa 2004.

## Palmarès

### Club

#### Competizioni nazionali
- Primus National Football League: 2

Rayon Sports: 2002, 2004